# Papyrus 122
Papyrus 122 (nach Gregory-Aland mit Sigel {\displaystyle {\mathfrak {P}}}122 bezeichnet) ist eine frühe griechische Abschrift des Neuen Testaments. Es ist Teil der Oxyrhynchus-Papyri. Es handelt sich um Fragmente eines Papyrusmanuskriptes des Johannesevangeliums.

## Beschreibung
Bis zum heutigen Tag haben nur zwei Fragmente eines Blattes überlebt. Der verbleibende Text von Johannes umfasst Teile der Verse 21,11–14 und 22–24. Mittels Paläographie wurde es auf das 4. oder 5. Jahrhundert datiert. Das Manuskript ist sehr unregelmäßig geschrieben.
Der Text enthält Nomina sacra. Der Name Ιησους (Jesus) ist als ΙΗΣ abgekürzt (Die meisten Handschriften nutzen die Abkürzung ΙΣ). Die Zahl „einhundertdreiundfünfzig“ ist abgekürzt als ΡΝΓ geschrieben.
Der griechische Text repräsentiert wahrscheinlich den Alexandrinischen Texttyp.

## Text
In Johannes 21,14 ist das Wort Ιησους (Jesus) ausgelassen, wie auch im Codex Washingtonianus, doch das restliche Manuskript enthält das Wort, meist in Verbindung mit einem Artikel (ο Ιησους).
| {\displaystyle {\mathfrak {P}}}122   | Übersetzung                                                 |
| ------------------------------------ | ----------------------------------------------------------- |
| Ανεβη ουν Σιμων Πετρος και ειλ       | 11 Simon Petrus ging daher an Bord und                      |
| κυσεν το δικτυον εις την γην μεσ     | zog das Netz an Land, voller                                |
| τον ιχθυων μεγαλων ΡΝΓ και το        | großer Fische, deren hundertdreiundfünfzig. Und             |
| σουτων οντων ουκ εσχισθη το δικ      | obwohl es so viele waren, wurde das Netz nicht              |
| τυον λεγει αυτοις ο ΙΗΣ δευτε αριστη | zerrissen. 12 Jesus sprach zu ihnen: „Kommt her und         |
| σατε ουδεις δε ετολμα των μαθητων ε  | frühstückt.“ Keiner von den Jüngern hatte den Mut,          |
| ξετασαι αυτων Συ τις ει ειδοτες οτι  | sich bei ihm zu erkundigen: „Wer bist du?“, denn sie wußten |
| ο ΚΣ εστιν ερχεται ΙΗΣ και λαμ       | dass es der Herr war. 13 Jesus kam und nahm                 |
| βανει τον αρτον και διδωσιν αυτοις   | das Brot und gab es ihnen                                   |
| και το οψαριον ομοιως τουτο ηδη      | und ebenso den Fisch. 14 Das war nun                        |
| τριτον εφανερωθη τοις μαθηταις       | das dritte Mal, dass [Jesus] den Jüngern erschien,          |
| εγερθεις εκ νεκρων                   | nachdem er von den Toten auferweckt worden war.             |

Die fehlenden Buchstaben sind rot dargestellt.

## Aufbewahrung
Das Manuskript wird zurzeit in den Räumen der Papyrologie der Bodleian Art, Archaeology and Ancient World Library in Oxford unter der Nummer P. Oxy. 4806 aufbewahrt.